# فردریک ول
فردریک ول (فرانسوی: Frédéric Volle‎؛ زادهٔ ۴ فوریهٔ ۱۹۶۶) بازیکن هندبال اهل فرانسه بود.